# Région pseudo-autosomique
Les régions pseudo-autosomiques (ou pseudo-autosomales, ou PAR pour Pseudo-Autosomal Region en anglais) sont des portions des chromosomes sexuels (ou gonosomes) homologues entre les deux chromosomes sexuels. Ainsi, elles sont héritées d'un point de vue statistique comme s'ils étaient portés par les autosomes. Il existe deux régions pseudo-autosomiques chez chaque individu XX ou XY puisqu'elles se trouvent sur le chromosome Y et sur le chromosome X. Cette région permet la ségrégation correcte lors de la méiose chez les mâles. Cependant, beaucoup de recombinaisons ont lieu lors de cet appariement. Une mutation peut donc aisément passer du X au Y. Tous les gènes présents sur la région pseudo-autosomale évitent l'inactivation chez la femme et peuvent donc être la cause potentielle de problèmes de dosage génique.